# Italiensk renæssance
Den italienske renæssance betegner den tidligste fase af Renæssancen, som var overgangsperioden mellem Middelalderen og Tidlig moderne tid (slutningen af 14. århundrede til omkring 1600). Termen renæssance er i sin essens et moderne begreb, som blev skabt i det 19. århundrede indenfor kunsthistorien, især Jacob Burckhardt. Selvom oprindelsen til denne bevægelse normalt dateres til årene lige efter 1300 var det italienske samfund og kultur stadig præget af strukturer som normalt karakteriseres som middelalderlige, og denne udvikling var stadig begrænset til en litterær elite. De store samfundsomvæltninger der fulgte renæssancebevægelsen satte først ind i de følgende århundreder. Ordet renæssance (fransk låneord, fra ital. Rinascimento) betyder “genfødsel”, og denne æra er mest kendt for en fornyet interesse for den antikke fortid efter en periode, som nogle af renæssancehumanisterne selv betegnede som den mørke middelalder. Disse forandringer var dog længe begrænset til eliten, og for langt størstedelen af befolkningen havde livet ikke forandret sig meget siden middelalderen; desuden har moderne studier vist at den antikke litteratur aldrig var blevet glemt i middelalderen og at mange af de elementer der kendetegner den tidlige renæssance første gang opstod i middelalderen.[kilde mangler]
Den italienske renæssance begyndte i Toscana omkring byerne Firenze og Siena, senere blev Venedig også et vigtigt centrum, da adgangen til græsk litteratur her var bedre, pga. handelsrepublikkens gode forbindelser til Konstantinopel. Først senere fik strømningen stor betydning i pavens Rom, først fik den et par nye monumenter i den nye all'antico-stil, men siden i 16. århundrede blev byen næsten helt bygget om af paverne. Den italienske renæssance kulminerede i slutningen af 15. århundrede, hvor invasioner fra udlandet kastede området ud i kaos, men den fremmede indflydelse i Italien betød også at de nye idéer spredte ud til resten af Europa, og bl.a. satte den nordeuropæiske og den engelske renæssance i gang.[kilde mangler]
Den italienske renæssance er mest kendt for dens kulturelle betydning, og tekster af Petrarch, Castiglione og Machiavelli regnes for hovedværker indenfor denne strømning; det samme gør kunstværker af Michelangelo og Leonardo da Vinci; og bygninger som domkirken i Firenze og Peterskirken i Rom. Samtidig betegner moderne forskere denne periode som værende præget af økonomisk regression og uden store naturvidenskabelige landvindinger, som først fandt sted i 17. århundrede efter den protestantiske reformation i Nordeuropa.[kilde mangler]

## Oprindelsen

### Det nordlige Italien i slutningen af middelalderen
I slutningen af middelalderen var det centrale og sydlige Italien fattigere end det nordlige Italien. Rom lå hovedsagelig i ruiner, og pavestaterne var et kun løst administreret område uden megen lov og orden, blandt andet fordi paven var flyttet til Avignon i Frankrig efter pres fra kong Filip IV. Napoli, Sicilien og Sardinien havde en tid været under udenlandsk herredømme.
Det nordlige Italien var mere velstående, og bystaterne dér var blandt de rigeste i Europa. Korstogene havde givet varige handelsforbindelser med Mellemøsten, og det fjerde korstog havde gjort meget for at ødelægge Det Byzantinske Rige som en kommerciel rival til Venezia og Genova. De vigtigste handelsruter fra øst gik gennem Det Byzantinske Rige eller arabisk område til de havne som var knyttet til Genova, Pisa og Venezia. Luksusvarer som krydderier, farvestoffer og silke kom fra Mellemøsten og blev solgt videre til resten af Europa. Indlandet i Norditalien, som Podalen, havde rige jordbrugsarealer. Fra Frankrig, Tyskland og Nederland kom varer som uld, hvede og værdifulde metaller til området på handelsruter over land og langs floder. Den omfattende handel strakte sig fra Egypten til Østersøen og frembragte betydeligt overskud, som igen tillod store investeringer i bjergværksdrift og jordbrug. Norditalien var ikke rigere på ressourcer end andre dele af Europa, men udviklingen, stimuleret af handelen, tillod området at blomstre. Firenze blev en af de rigeste byer i Norditalien, hovedsagelig på uldtekstilindustrien under overopsyn af dens dominerende handelslav, Arte della Lana. Uld blev importeret fra Nordeuropa (og i 1500-tallet fra Spanien) og farvestoffer fra øst blev brugt i produktion af tekstiler af højeste kvalitet.
De italienske handelsruter, som dækkede Middelhavet og videre ud, var også kanaler for kultur og kundskab. I middelalderen kom værker som var præget af klassisk lærdom fra grækerne til Europa – via arabiske oversættelser og afhandlinger – fra Toledo og Palermo. Korstogene førte til europisk kontakt med den klassiske lærdom som var bevaret af araberne, men vigtigere end dette var den spanske Reconquista i 1400-tallet og oversættelser af arabisksproget litteratur af arabister i Salamancaskolen. Fra Egypten og Mellemøsten kom arabernes videnskabelige, filosofiske og matematiske tænkning til det nordlige Italien. Fra Konstantinopel kom græske tekster og forskere til vesten efter at byen 1453 blev erobret af osmanniske styrker, og lærte italienere at læse dem i akademier i Firenze og Venezia. Humanistiske forskere og lærere søgte i klosterbiblioteker efter antikke manuskripter, og genopdagede Tacitus og andre latinske forfattere. Med genopdagelsen af Vitruvius blev antikkens arkitektoniske principper igen studeret, og renæssancekunstnere blev opmuntret af den humanistiske optimisme til at være lige så fremragende og overgå antikkens mestre.

### 1200-tallets fremgang
I 1200-tallet oplevede Europa generelt økonomisk vækst. De italienske staters handelsruter var forbundet med dem for de etablerede middelhavshavne og efterhånden også hansaforbundet i det nordlige Europa og Østersøen. Det skabte en netværksøkonomi i Europa for første gang siden 300-tallet. De italienske bystater ekspanderede meget i denne periode og voksede i magt til at blive de facto helt uafhængig af Det Hellige Romerske Rige af Tysk Nation. I løbet af perioden blev den moderne kommercielle infrastruktur udviklet, med dobbelt bogholderi, aktieselskaber, et internationalt banksystem, valutamarked, forsikring og national gæld. Firenze blev center for denne økonomiske aktivitet, og guldflorinen blev den vigtigste valuta for international handel.
Den nye styrende handelsklasse, som fik sin position gennem finansiel dygtighed, tilpassede den feudale, aristokratiske model, som havde domineret Europa i middelalderen, til sine mål. En side ved middelalderen i det nordlige Europa var fremvæksten af bysamfund som havde rystet biskoppers og den lokale adels kontrol af sig. I store dele af regionen var adelen betydelig fattigere end de bybaserede patriarker, idet inflation ofte efterlod landadelen udarmet. Tiltagende handel i den tidlige renæssance forstærkede disse modsætninger. Feudalismens tilbagegang og fremvæksten af byerne påvirkede hinanden, eksempelvis førte efterspørgslen efter luksusgoder til stigning i handelen, hvilket førte til at et stort antal handelsmænd blev rige, og det forøgede igen efterspørgslen på luksusvarer. Ændringen gav også handelsmændene næsten fuldstændig kontrol med styrelsen af de italienske bystater, noget som igen fremmede handelen. En vigtig virkning af den politiske kontrol var sikkerhed. De som blev ekstremt rige i en feudal stat gik i konstant fare for at komme i konflikt med fyrsten og få deres ejendomme og rigdom konfiskeret, hvilket for eksempel skete for Jacques Coeur (1395–1456) i Frankrig. De nordlige italienske stater beholdt mange af de middelalderlove som hæmmede handelen, som den mod åger og forbuddet mod at handle med ikke-kristne. I de italienske bystater blev disse love ophævet eller omskrevet.

### 1300-tallets kollaps
I 1300-tallet indtraf en række katastrofer som førte den europæiske økonomi ind i en nedgangskonjunktur. Den varme periode i middelalderen ebbede ud mens overgangen til den lille istid begyndte. Ændringen i klimaet fik produktionen i jordbruget til at gå betydeligt ned, hvilket førte til hyppig hungersnød, forværret af en tidligere hurtig befolkningstilvækst. Hundredeårskrigen mellem England og Frankrig begrænsede handelen i det nordlige Europa, eller den brød helt sammen, specielt mærkbart i 1345 da kong Edvard III af England nægtede at betale sin gæld og således bidrog til at de to største florentinske banker, ejet af familierne Bardi og Peruzzi, gik konkurs. I øst lukkede krig handelsruterne, da det osmanniske rige begyndte at ekspandere. Mest ødelæggende var dog den sorte død som tyndede ud i befolkningen i de tæt befolkede byer i det nordlige Italien, og pesten kom tilbage i intervaller. Eksempelvis havde Firenze en befolkning før pesten på omkring 45.000, som blev formindsket over de næste 50 år med 25-50%. Udstrakt uorden fulgte, blandt andet oprør 1378 blandt tekstilarbejderne i Firenze, ciompi.
Det var i løbet af denne periode af ustabilitet at de første personligheder i renæssancen levede, som Dante og Petrarca, og den første betydelige renæssancekunst viste sig i begyndelsen af første halvdel af 1300-tallet, mest mærkbar i realismen hos Giotto. Paradoksalt nok skulle nogle af de nævnte katastrofer bidrage til at etablere renæssancen. Den sorte død fjernede en tredjedel af Europas befolkning, og den nye, mindre befolkning var meget rigere, bedre ernæret og havde et betydeligt større økonomisk overskud at bruge på luksusgoder som kunst og arkitektur. Da pesten gik tilbage i begyndelsen af 1400-tallet, begyndte Europas hærgede befolkning igen at vokse. Det nye behov for produkter og tjenester og det reducerede antal mennesker som kunne tilbyde dem, satte de lavere klasser i en bedre position. Desuden bidrog det også til at danne en voksende klasse af bankfolk, handelsmænd og dygtige kunstnere og håndværkere. Rædslerne fra den sorte død og kirkens tilsyneladende manglende evne til at give trøst bidrog til nedgang i kirkens indflydelse, en anden betydelig drivkraft bag renæssancen. I tillæg åbnede bankerne Bardis og Peruzzis kollaps vejen for Mediciernes enestående vækst i Firenze. Roberet Sabatino Lopez har argumenteret for at den økonomiske kollaps i Europa var en afgørende baggrund for renæssancen. Ifølge dette synpunkt ville forretningsfolk i en mere velstående tidsalder hurtigt have reinvesteret deres indtægter for at tjene flere penge i et klima som favoriserede investeringer. Imidlertid fandt rige i de mere magre år i 1300-tallet få lovende investeringsmuligheder for deres indtægter, og valgte i stedet at bruge dem på kunst og kultur.
En anden populær forklaring på den italienske renæssance er den tese, blandt andet fremsat af historikeren Hans Baron, som hævdede at det som var den vigtigste drivkraft for den tidlige renæssance, var de langvarige krige mellem Firenze og Milano (se De italienske krige). I slutningen af 1300-tallet var Milano blevet et centraliseret monarki under kontrol af huset Visconti. Giangaleazzo Visconti, som styrede byen fra 1378 til 1402, var kendt og berygtet både for sin grusomhed og for sine talenter. Han begyndte at bygge et imperium i det nordlige Italien og indledte en række krige med Firenze; han gik til stadighed ind for at erobre nabostater og overvinde de forskellige sammenslutninger ledet af Firenze, som forgæves forsøgte at hindre hans fremgang. Det kulminerede 1402 i belejringen af Firenze, men netop da det så ud som om byen ville falde, døde Giangaleazzo Visconti og hans rige kollapsede med ham.
Hans Barons tese hævder at i løbet af disse lange krige samlede de ledende figurer i Firenze folk ved at fremstille krigene som værende mellem den frie republik og det despotiske monarki, mellem idealerne fra de græske og romerske republikker og dem fra Romerriget og middelalderens kongedømmer. Baron hævder at den ledende personlighed som udformede denne ideologi var Leonardo Bruni. Han hævder endvidere, at krisetiden i Firenze var den samme periode hvor de betydeligste renæssancepersoner trådte frem, som Ghiberti, Donatello, Masolino og Brunelleschi, og at de alle var præget af republikansk ideologi. Ifølge Baron havde de og andre personer stor indflydelse på renæssancen ved at fremme republikanske ideer.

## Udvikling

### Internationale forbindelser
Det nordlige Italien var delt i flere krigsførende bystater, hvoraf de mægtigste var Milano, Firenze, Pisa, Genova, Ferrara, og Venezia. Højmiddelalderens Norditalien var yderligere splittet i langvarig krig om overhøjhed mellem pavedømmet og Det Hellige Romerske Rige af Tysk Nation: Hver enkelt by allierede sig med den ene eller anden fraktion, samtidig med at de var splittede mellem to stridende parter, ghibellinerne og guelferne. Krig mellem bystaterne var sædvanligt, invasioner udefra var begrænset til de periodevis tilbagevendende styrker fra det tysk-romerske rige. Renæssancens politik blev udviklet på denne baggrund. Siden 1200-tallet bestod hærafdelinger hovedsagelig af lejesoldater, og velstående bystater kunne stille betydelige styrker til trods for en lille befolkning. I løbet af 1400-tallet havde de mægtigste bystater underlagt sig mindre naboer: Firenze tog Pisa 1406, Venezia erobrede Padova og Verona, mens hertugen af Milano underlagde sig en række nærliggende områder, herunder Pavia og Parma.
Den første del af renæssancen var kendetegnet af hyppig krigstilstand til lands og til søs efterhånden som bystaterne kæmpede om overherredømmet. På land blev krigene hovedsagelig udkæmpet af lejesoldater kendt som condottieri, bander af soldater fra hele Europa, men især tyskere og schweizere, ledet af italienske officerer. Lejesoldaterne var ikke villige til at risikere livet unødigt, og krigsførelsen bestod stort set af belejringer og manøvreringer, af og til også direkte slag. Det var i lejesoldaternes interesse at begge sider forlængede konflikten så de kunne have arbejde længst muligt. Lejesoldaterne var en konstant trussel mod dem som lejede dem. Hvis de ikke blev betalt til tiden og med det aftalte beløb, kunne de hurtigt vende sig mod arbejdsgiveren. Hvis en bystat var fuldstændig afhængig af lejesoldater, var der mulighed for at lejesoldaterne tog selvstændige beslutninger.
Til søs sendte de italienske bystater mange flåder i kamp. De betydeligste var Pisa, Genova, og Venezia, men efter lang konflikt var det Genova der reducerede Pisa. Venezia viste sig at være en mægtigere fjende, og mens de i begyndelsen var relativt ligestillede, blev Genovas flåde 1380 udryddet i slaget ved Chioggia ved mundingen af den venetianske lagune, og derefter var Venezia dominerende på havet. Efterhånden som venetianske områder omkring Ægæerhavet gik tabt, det ene efter det andet, til osmannerne, og handelen i Sortehavet gik tabt, flyttede Venezia sine interesser mod fastlandet, terra firma, da den venetianske renæssance begyndte.
Til lands forløb årtier med kampe hvor Firenze og Milano kæmpede sig frem til at være de mægtigste parter, og til slut blev de 1454 enige om en fredsaftale i Lodi, som betød relativ fred i området for første gang i århundreder. Freden varede fyrre år, og Venezias indiskutable overherredømme til søs førte også til fred i størstedelen af det resterende 1400-tal.
I løbet af 1400-tallet havde eventyrere og handelsmænd som Niccolò Da Conti (1395–1469) rejst så langt som til Sydøstasien og tilbage, og de bragte ny kundskab om verden med sig, et forvarsel om yderligere europæiske sørejser og udforskning i årene som kom.

### Firenze under Medicierne
I slutningen af 1300-tallet havde Firenzes ledende familie været Albizzi. Deres modstandere og udfordrere til magten var Medicierne, først under Giovanni de' Medici, derefter under hans søn Cosimo. Medicierne kontrollerede Medici-banken, dengang Europas største bank, og en række andre forretningsforetag i Firenze og andre steder. 1433 lykkedes det Albizzi at få sendt Cosimo i landflygtighed, men året efter blev en tilhænger af familien valgt til signoria, det styrende råd, og Cosimo kunne vende tilbage. Medicierne blev Firenzes ledende familie de næste tredive år. Firenze forblev en republik frem til 1537, der traditionelt markerer afslutningen på højrenæssancen i Firenze, men den republikanske styrelse var kontrolleret af Medicierne og deres allierede mellem 1494 og 1527. Cosimo og Lorenzo de' Medici havde sjældent selv administrative positioner, men var i kraft af deres indflydelse de indiskutable ledere.
Cosimo de' Medici var meget populær blandt borgerne, hovedsagelig for at sikre stabilitet og fremgang for byen. Blandt hans vigtigste præstationer var en fredsaftale ved Lodi med Francesco Sforza som endte årtier med krigshandlinger med Milano og bragte fred til det meste af det nordlige Italien. Cosimo var også en vigtig støtte for kunsten, både direkte og indirekte ved de eksempler han gav.
Cosimo blev efterfulgt af sin sygelige søn Piero de' Medici, som døde efter fem år som leder af byen. 1469 blev magten givet videre til Cosimos 21 år gamle barnebarn Lorenzo de' Medici som skulle blive kendt som "Lorenzo den pragtfulde". Lorenzo var den første i sin familie som fra unge år var blevet uddannet i den humanistiske tradition og er i dag mest kendt som en af renæssancens vigtigste patroner og beskyttere af kunsten. Under Lorenzo blev Mediciernes styre formaliseret med dannelsen af et nyt Consiglio dei settanta, "Rådet af halvfjerds", som Lorenzo selv ledede. De republikanske institutioner fortsatte, men havde mistet al magt. Lorenzo var mindre heldig end hans dygtige forfædre i forretningslivet, og Mediciernes kommercielle rige eroderede langsomt men sikkert. Lorenzo fortsatte alliancen med Milano, mens forholdet til pavedømmet forværredes. 1478 var pavens agenter gået sammen med Pazzi-familien i et forsøg på at snigmyrde Lorenzo. Selv om sammensværgelsen mislykkedes, blev Lorenzos yngre bror Giuliano dræbt. Attentatforsøget førte til krig med pavedømmet, og Lorenzo udnyttede krigen til yderligere at centralisere magten i egne hænder.

### Renæssancens spredning
Renæssancens idealer spredte sig først fra Firenze til nærliggende bystater i Toscana som Siena og Lucca. Toskansk kultur blev snart model for hele Norditalien, og den toskanske variant af italiensk blev dominerende i hele området, specielt i litteraturen. 1447 kom Francesco Sforza til magten i Milano og omformede hurtigt den middelalderlige by til et betydeligt center for kunst og lærdom som tiltrak blandt andre Leon Battista Alberti. Venezia, en af de rigeste byer på grund af dens kontrol over Middelhavet, blev et andet center for renæssancekunst, specielt inden for arkitektur. Små hoffer støttede renæssancen og førte den til mindre byer som udviklede deres egen karakteristiske kunst: Ferrara, Mantova (under Huset Gonzaga), Urbino (under Federico da Montefeltro), og i Napoli blev renæssancen fremmet under beskyttelse af Alfonso V af Aragona, som erobrede byen i 1443 og opmuntrede kunstnere som Francesco Laurana og Antonello da Messina, og forfattere som poeten Jacopo Sannazaro og humanistiske lærde som Angelo Poliziano.
1417 vendte paven tilbage til Rom, men den tidligere kejserlige hovedstad forblev fattig og stort set i ruiner gennem de første år af renæssancen. Den store forvandling begyndte under pave Nikolaus V, som blev indsat 1447. Han igangsatte en omfattende aktivitet så det meste af byen blev genopbygget og fornyet. Den humanistiske lærde Aeneas Silvius Piccolomini blev 1458 pave som Pius II. Da pavedømmet kom under kontrol af rige og mægtige familier i Norditalien, som Medici og Borgias, kom renæssancens ånd og filosofi til at dominere Vatikanet. Pave Sixtus IV fortsatte Nikolas Vs arbejde, mest berømt for at give ordre til konstruktionen af Det Sixtinske Kapel, som er opkaldt efter ham. Paverne blev i stadig større grad verdslige herskere da pavestaterne blev smedet sammen til en centraliseret magt efter en række "krigerpaver".
Renæssancens natur ændrede sig i løbet af slutningen af 1400-tallet. Renæssancens ideal blev adopteret af de herskende klasser og aristokratiet. De første renæssancekunstnere blev betragtet som håndværkere og nød kun lidt prestige eller anerkendelse. I slutningen af renæssancen havde de fremmeste af dem stor indflydelse, blev betragtet som mestre og kunstnere, og kunne kræve store honorarer. En blomstrende handel med renæssancekunst udviklede sig, og mens de ledende kunstnere i den tidligste renæssance kom fra de lavere klasser eller fra middelklassen, kom de i stigende grad fra aristokratiet selv og blev selv en del af aristokratiet.

### Udbredelse
Som kulturel bevægelse berørte renæssancen kun en lille del af befolkningen. Det nordlige Italien var det mest urbaniserede område i Europa, men tre fjerdedele af befolkningen var fortsat bønder. For dem var livet i alt væsentligt uændret fra middelalderen. Klassisk feudalisme havde aldrig været udpræget i Norditalien hvor bønderne hovedsagelig arbejdede på privatejede gårde eller som forpagtere. Nogle forskere har set en udvikling mod refeudalisering i den sene renæssance da eliten fra byerne begyndte at blive jordejende aristokrater.
I byerne var situationen ganske anderledes. De var domineret af en handelselite som var akkurat så eksklusiv som aristokratiet i et hvilket som helst middelalderligt kongedømme. Det var denne gruppe som hovedsagelig støttede, beskyttede og var publikum til renæssancekulturen. Under sig havde de en stor klasse af kunstnere og lavsorganiserede håndværkere som levede et relativt komfortabelt liv og havde betydelig magt i de republikanske regeringer. Det stod i skarp kontrast til resten af Europa hvor kunstnere stort set kom fra de lavere klasser. Som læse- og skrivekyndige kunne de bidrage til renæssancekulturen. Den største gruppe af byernes befolkning var de fattige, delvis faglærte, arbejdsløse og løsarbejdere, som renæssancen ikke havde nogen synderlig virkning på. Historikerne har debatteret spørgsmålet om hvor let det var at bevæge sig mellem de forskellige samfundsklasser i løbet af den italienske renæssance. Eksempler på individer som steg op fra en beskeden baggrund kan findes, men den britiske historiker Peter Burke har i arbejder fundet at datamaterialet ikke overbevisende kan påvise en øgning i social bevægelse. De fleste historikere mener at der sandsynligvis var en høj social bevægelse i den tidlige renæssance, men at den gradvis aftog i løbet af 1400-tallet. Samfundets uligheder og klasseskel var meget store. En overklasse havde flere hundrede gange mere i indtægt end en tjener eller arbejder. Nogle historikere mener at den forskellige fordeling af rigdom var afgørende for renæssancen, da kunsten blev støttet af de meget rige.
Renæssancen var ikke en periode med stor social eller økonomisk forandring, men overvejende med kulturel og ideologisk udvikling, og kun en lille del af befolkningen var berørt. Historikere med udgangspunkt i historisk materialisme vil derfor tendere til at reducere renæssancens betydning; de bruger hellere udtrykket "tidlig moderne tid". Med en formulering af Roger Osborne: "Renæssancen er et vanskeligt koncept for historikere, fordi Europas historie pludselig bliver til historien om italiensk maleri, skulptur og arkitektur".

### Afslutning
Renæssancens slutning er lige så vanskelig at datere som dens begyndelse. Mange markerer den asketiske munk i Firenze Girolamo Savonarola, der fik mere magt i årene 1494-1498, som afslutningen på byens blomstring; for andre er Mediciernes triumferende tilbagekomst begyndelsen på sidste fase som inden for kunsten kaldes manierisme. Savonarola kom til magten på en bølge af udstrakt modreaktion mod renæssancens sekularisering og nydelse. Hans korte styre førte til at mange kunstværker blev ødelagt i det som har været karakteriseret som "Forfængelighedens bål", ital. Falò delle vanità, i centrum af Firenze. Med Mediciernes tilbagekomst, nu som storhertuger af Toscana, fortsatte modbevægelsen i kirken. 1542 blev Inkvisitionen grundlagt og nogle få år senere blev Index Librorum Prohibitorum ('Oversigt over forbudte bøger') oprettet, og en række litterære renæssanceværker blev forbudt.
Lige så vigtig var ophøret af en stabil periode med en række udenlandske invasioner af Italien, kendt som De italienske krige, som skulle fortsætte i flere årtier. Invasionerne begyndte 1494 med franske tropper som hærgede over det meste af Norditalien og gjorde ende på mange af bystaternes uafhængighed. Den største katastrofe fandt sted 6. maj 1527 da spanske og tyske soldater hærgede og plyndrede Rom. Det betød også afslutningen af pavedømmet som den største beskytter af renæssancekunst og arkitektur.
Mens den italienske renæssance blegnede, overtog det øvrige Europa mange af dens idealer og stile.
Et antal af Italiens største kunstnere valgte at emigrere. De kendteste var Leonardo da Vinci som rejste til Frankrig 1516, men en gruppe af mindre betydningsfulde kunstnere, som var blevet inviteret for at omforme Château de Fontainebleau, skabte den såkaldte Fontainebleau-skole som sammensmeltede fransk kunst med den italienske renæssance. Fra Fontainebleau kom en ny stil, omformet af manierismen, og som bragte renæssancen til Antwerpen og derfra videre til resten af det nordlige Europa.
Spredningen nordover var også repræsentativ for en større tendens. Middelhavet var ikke længere Europas vigtigste handelsrute. 1498 nåede Vasco da Gama Indien og fra da gik de vigtigste handelsruter fra Orienten via Atlanterhavshavnene Lissabon, Sevilla, Nantes, Bristol, og London. De områder overgik hurtigt Italien i rigdom og magt.

## Kultur